# Henrik Othman
Hans Henrik Othman, född 16 juli 1955 i Åbo, är en finlandssvensk journalist och biträdande chefredaktör i Jakobstad för Österbottens Tidning. 
Othman var verksam på Jakobstads Tidning från år 1982 och verkade som bland annat kulturredaktör (2000–2006) och chefredaktör (2006–2007). Fram till sammanslagningen med Österbottningen den 23 maj 2008, då Österbottens Tidning inledde sin verksamhet, verkade han som tidningsschef och ansvarig redaktör för JT. 
Othman har även varit kolumnist i journalistfacket FJF:s tidning Journalisti (2001–2006) samt i litteraturtidskriften Parnasso (2005–2009). 
Othman driver också enmansföretaget Otis Bilder som bland annat förvaltar hans far Hans Othmans (1923–2001) negativarkiv med motiv från finländska städer fotograferade på 1940- och 1950-talet och säljer kopior av dessa bilder.
År 2016 vann Othman Topeliuspriset, det finlandssvenska publicistpriset.